# Eva Galperin
Eva Galperin – dyrektorka ds. bezpieczeństwa informatycznego w Electronic Frontier Foundation (EFF) i doradczyni techniczna Freedom of the Press Foundation. Jest znana ze swojej rozległej pracy na rzecz ochrony globalnej prywatności i wolności słowa oraz z badań nad złośliwym oprogramowaniem i oprogramowaniem szpiegującym państw narodowych.

## Biografia
Galperin zainteresowała się komputerami już w młodym wieku dzięki swojemu ojcu, który był specjalistą ds. bezpieczeństwa komputerowego. Gdy miała 12 lat, udostępniał jej swój komputer Unix/Solaris, dzięki czemu zaczęła aktywnie uczestniczyć w dyskusjach na temat powieści science fiction i interaktywnych gier tekstowych w Usenecie, a później zaangażowała się w rozwój sieci. Uczęszczała do college’u San Francisco State University na kierunek politologia i stosunki międzynarodowe, pracując jako administrator systemów uniksowych w różnych firmach w Dolinie Krzemowej.
Galperin dołączyła do EFF w 2007 r. Przedtem pracowała w Centrum Studiów nad Polityką USA-Chiny, gdzie pomagała w organizacji konferencji i w badaniach nad chińską polityką energetyczną. W EFF kierowała projektem Threat Lab, potem w 2017 roku awansowała na stanowisko Dyrektora ds. Bezpieczeństwa Cyberprzestrzeni w EFF. Od 2018 roku koncentrowała się na eliminacji stalkerware – oprogramowania szpiegującego używanego do przemocy domowej, poprzez współpracę z jej ofiarami.
W kwietniu 2019 roku przekonała dostawcę oprogramowania antywirusowego Kaspersky Lab, aby ten zaczął wyraźnie ostrzegać użytkowników o zagrożeniach bezpieczeństwa po wykryciu stalkerware w firmowym produkcie z systemem Android. Poprosiła również Apple o dopuszczenie aplikacji antywirusowych na swoim rynku i, podobnie jak Kaspersky, o ostrzeganie swoich użytkowników, jeśli ich urządzenia mobilne zostały złamane techniką jailbroke lub zrootowane. Galperin stwierdziła, że ze względu na konkurencję, więcej firm zajmujących się bezpieczeństwem cybernetycznym będzie zachęcanych do pójścia w ich ślady, aby spełnić ten podwyższony standard. Wezwała również amerykańskich urzędników stanowych i federalnych do aresztowania i ścigania kierowników firm, które rozwijają i sprzedają stalkerware w celu włamania do urządzenia.